# Кирхленер, Франц
Франц Кирхленер (нем. Franz Kirchlehner; 31 января 1791, Асперн, ныне в составе Вены — 1868, Буда) — австро-венгерский скрипач, либреттист и композитор.
Учился скрипке, фортепиано и гармонии у Франца Кроммера. C 1815 года входил в дружеский круг Людвига ван Бетховена, был одним из организаторов благотворительного концерта по сбору средств на надгробный памятник композитору. В 1825—1835 гг. скрипач и капельмейстер венского Общества друзей музыки. С 1839 г. жил и работал в Пеште как скрипач венгерского Национального театра, в 1849—1852 гг. руководил театром. В 1850-е гг. играл вторую скрипку в струнном квартете Давида Ридли-Коне. Написал оперу «Двойники» (нем. Die Doppelgänger; 1855, не поставлена), либретто для нескольких опер Карла Доплера и Дьёрдя Часара.